# Футболен татко
„Футболен татко“ (на английски: Kicking & Screaming) е американски комедиен филм от 2005 г. на режисьора Джеси Дилън, по сценарий на Лео Бенвенути и Стив Рудник. Във филма участват Уил Феръл, Робърт Дювал, Кейт Уолш, Майк Дитка и Джош Хъчърсън.